# As Cariocas (livro)
As Cariocas é uma coletânea de crônicas de Sérgio Porto publicada originalmente em 1967. Possui ao todo 6 crônicas abordando diferentes enredos, porém todas com um ponto em comum, cada crônica é ambientada em um bairro carioca e protagonizada por uma heroína bonita natural do Rio de Janeiro.

## Crônicas
- A Grã Fina de Copacabana
- A Donzela da Televisão
- A Noiva do Catete
- A Currada de Madureira
- A Desquitada da Tijuca
- A Desinibida do Grajaú

## Adaptações
- As Cariocas (filme) - Filme de 1966 narrando 3 crônicas do livro. De Fernando de Barros, Walter Hugo Khouri e Roberto Santos.
- As Cariocas (série) - Minissérie de 2010 narrando 4 crônicas do livro e outras 6 inéditas. De Daniel Filho.

## Outros fatos
- O filme de 1970 Em Busca do Susexo foi inspirado na crônica A Donzela da Televisão.
- Em 1994 um Caso Especial da Rede Globo retratou a crônica A Desinibida do Grajaú.
- Foi uma das poucas obras em que Sérgio Porto assinou com seu nome verdadeiro, e não com Stanislaw Ponte Preta, como de costume.
- O conto A Currada De Madureira nunca foi adaptada para televisão ou cinema.